# Maximilian Grill
Maximilian Grill (ur. 20 września 1976 w Monachium) – niemiecki aktor telewizyjny i filmowy. W latach 1998–2002 studiował w Hochschule für Musik und Theater „Felix Mendelssohn Bartholdy“ w Lipsku. 

## Wybrana filmografia
- 2001: Basen jako Diego
- 2007–2011: Dzieciaki z Einstein High jako Lars Harnack
- 2010–2014: Ostatni gliniarz (Der Letzte Bulle) jako Andreas Kringge
- 2015–2017: Diagnoza Betty (Bettys Diagnose) jako dr Marco Behring
- 2018–: Tonio i Julia (Tonio & Julia) jako Tonio Niedregger